# Двоглави бутни мишић
Двоглави бутни мишић један је од мишића  задњег дела бутине, Заједно са полутетивним и полуопнастим мишићем, чини групу мишића која су познати као тетиве колена. Он се протеже од израштаја седалне кости (лат. tuber ischiadicum) па све до проксималног дела голењаче.